# Лыков-Оболенский, Иван Иванович Белоглазый
Иван Иванович Белоглазый Лыков-Оболенский (ум. после 1548) — воевода, младший сын князя Ивана Владимировича Лыко-Оболенского. Старшие братья — князья Василий, Михаил, Фёдор и Иван Жила.

## Биография
В августе 1540 года князь И. И. Белоглазый командовал полком левой руки во Владимире, готовясь к казанскому походу.
В 1543 году был отправлен из Мещовска наместником в Новгород-Северский.
В июле 1548 года князь И. И. Белоглазый Лыков-Оболенский командовал сторожевым полком в Калуге.

## Семья
Оставил единственного сына — Ивана, от которого произошли князья Белоглазовы-Лыковы — небольшая ветвь Лыковых-Оболенских.

### Внуки
У Ивана Ивановича Белоглазова-Лыкова, сына И. И. Белоглазого, было 3 сыновей:
1. князь Федор Иванович Белоглазов-Лыков — по родословным показан бездетным.
2. князь Борис Иванович Белоглазов-Лыков (ум. до 1627) — дворянин московский, 1.08.1598 подписался на грамоте избрания на царство Бориса Годунова. Жена — Пелагея (ум. после 1627). У них двое сыновей:
  1. князь Петр Борисович
  2. князь Григорий Борисович (ум. 1658/1667) — стольник (1640), дворянин московский.
3. князь Семен Иванович Белоглазов-Лыков (ум. 1633) — дворянин московский. У него осталась дочь:
  1. кнж. Анастасия Семеновна — замужем за князем Дмитрием Даниловичем Шаховским, воеводой Рузским (в 1638)